# El misterio de Ginostra
El misterio de Ginostra (título original: Ginostra) es una película francesa de 2002 dirigida y escrita por Manuel Pradal. Protagonizada por Harvey Keitel, Andie McDowell, Francesca Neri y Harry Dean Stanton, relata la historia de un oficial del FBI que investiga el asesinato de un posible informante.

## Sinopsis
Matt Beson es un agente del FBI al que se le encarga una misión lejos de su hogar, en una isla italiana cerca a Sicilia, hasta donde llega con su familia. Como parte de su misión, debe alojar en su residencia a un niño de once años para interrogarlo sobre la muerte de toda su familia a manos de un cartel de la mafia siciliana.

## Reparto
- Harvey Keitel como Matt Benson
- Andie MacDowell como Jessie Benson
- Francesca Neri como Helena Gigli
- Harry Dean Stanton como Del Piero
- Asia Argento como la monja
- Mattia De Martino como Ettore Greco
- Stefano Dionisi como Giovanni Gigli
- Violante Placido como la enfermera
- Verónica Lazar como Susanna Del Piero
- Angela Goodwin como la Madre Superiora
- Marino Masé como el Vigilante Nocturno